# Them XX
Them XX è una raccolta della rock band svedese Backyard Babies. Uscito in occasione del ventennale della band, si tratta di un book di 120 pagine contenenti le foto della band dagli inizi della loro carriera fino ai giorni nostri. Questa sorta di box è composto dal suddetto book, da tre CD (un greatest hits e due CD di cover, b-sides e remix) e dal DVD documentario Jetlag, arricchito per l'occasione da un ulteriore filmato della durata di circa 20 minuti e contenente inoltre tutti i videoclip della band.

## Tracce

### Disco 1
1. Brand New Hate
2. Minus Celsius
3. Highlights
4. Abandon
5. Electric Suzy
6. Look At You
7. Degenerated
8. The Mess Age (How Could I Be So Wrong)
9. Fill Up This Bad Machine
10. The Clash
11. Friends
12. Dysfunctional Professional

### Disco 2
1. Taxi Driver - (Live)
2. Lies
3. Mommy's Little Monster
4. Teenagers From Mars
5. One Track Mind
6. Powderhead
7. Ghetto You
8. Wireless Mind
9. Can't Find The Door
10. Backstabber
11. Gotta Go!
12. Stars
13. Rocker - (Feat. Michael Monroe)
14. Babylon - (Feat. Ginger & DJ Champain)
15. (Is It) Still Alright To Smile?!
16. P.O.P.
17. By The Phone
18. Three Wise Monkeys
19. Fashion (Changes With You)
20. Jack The Ripper

### Disco 3
1. Pet Sematary
2. Please! Please! Please!
3. Blackheart
4. Devil-May-Care
5. Pretty Ugly
6. Shut The Fuck Up
7. Big Bad Wolf
8. Say When - (Live)
9. Minor Major Problem
10. This Is How The World Ends
11. Shattered Bonds
12. Dysfunctional Professional - (Glaumann Mix Radio Edit)
13. Saved By The Bell - (Piano Version Feat. Dizzy Reed)
14. Babylon - (Idit For Life Remix By DJ Champain & Yod)
15. Minus Celsius - (Shieldster And Player Remix)
16. Dysfunctional Professional - (Thomas Rusiak Remix Feat. Swingfly)
17. The Mess Age - (Greven & Gösen Remix)
18. Fuck Off And Die - (Hard Act 2 Follow Remix)